# Номанс-Ленд
Номанс-Ленд (англ. Nomans Land, також англ. No Man's Land, No Mans Land, No Man's island — "Нічия земля") — невеликий безлюдний острів площею 248 га, адміністративно належить до міста Чилмарк, округ Дюкс, штат Массачусетс. Знаходиться приблизно за 4,8 км від південно-західного кута острова Мартас-Віньярд. Острів являє собою заповідник дикої природи.

## Історія
У 1602 році капітан Варфоломій Госнолд назвав острів на честь своєї старшої дочки «Martha's Vineyard» (Виноградник Марти), проте, пізніше назва перейшла до великого острова, а острів став називатися «Земля без людей» (No Man's Land).
У 1942 році на острові був побудований аеропорт, пізніше територія використовувалася для бомбардувань до 1996 року. З 1997 року робляться спроби очистити острів від боєприпасів і немає вільного доступу для відвідування острова.